# Leith Hill
Leith Hill är en kulle i Storbritannien.   Den ligger i grevskapet Surrey och riksdelen England, i den södra delen av landet, 40 km söder om huvudstaden London. Toppen på Leith Hill är 296 meter över havet.
Terrängen runt Leith Hill är platt österut, men västerut är den kuperad. Leith Hill är den högsta punkten i trakten. Runt Leith Hill är det tätbefolkat, med 308 invånare per kvadratkilometer. Närmaste större samhälle är Crawley, 15,2 km sydost om Leith Hill. I omgivningarna runt Leith Hill växer i huvudsak blandskog.